# Sorex camtschatica
Sorex camtschatica és una espècie de musaranya del gènere Sorex. És endèmica de Rússia, on viu a Kamtxatka, des del principi del riu Omolon fins al principi del riu Kolimà. Es desconeix si hi ha cap amenaça significativa per a la supervivència d'aquesta espècie.